# Web of Science
Web of Science (trước đây gọi là Web of Knowledge) là một dịch vụ lập chỉ mục trích dẫn khoa học đăng ký trực tuyến do Viện Thông tin Khoa học (ISI, Institute for Scientific Information) lập ra. Hiện nay nó được duy trì bởi công ty Clarivate Analytics (trước đây là phần kinh doanh Sở hữu Trí tuệ và Khoa học của Thomson Reuters) , cung cấp tìm kiếm toàn bộ trích dẫn. Nó cho phép truy cập vào nhiều cơ sở dữ liệu tham khảo nghiên cứu đa ngành, cho phép thăm dò chuyên sâu các lĩnh vực chuyên ngành trong một ngành học hoặc khoa học hàn lâm .

## Khái quát
Chỉ số trích dẫn được xây dựng dựa trên thực tế là các trích dẫn trong khoa học đóng vai trò là mối liên kết giữa các mục nghiên cứu tương tự và dẫn đến các tài liệu khoa học phù hợp hoặc có liên quan, chẳng hạn như các bài báo, các bài kỷ yếu hội nghị,... Ngoài ra, tài liệu cho thấy tác động lớn nhất trong một lĩnh vực cụ thể hoặc đa ngành, có thể được định vị dễ dàng thông qua chỉ mục trích dẫn. Ví dụ, ảnh hưởng của một bài báo có thể được xác định bằng cách liên kết với tất cả các bài báo đã trích dẫn nó.

## Ảnh hưởng
Vào tháng 11 năm 2009 Thomson Reuters đã mở rộng phạm vi ảnh hưởng của Web of Science bằng việc giới thiệu Thế kỷ Khoa học Xã hội. Đây là dịch vụ chứa các tệp theo dõi nghiên cứu khoa học xã hội từ đầu thế kỷ 20, và Web of Science hiện có phạm vi lập chỉ mục từ năm 1900 đến nay. Kể từ ngày 24 tháng 2 năm 2017, phạm vi bao phủ đa ngành của Web of Science bao gồm 12.000 tạp chí có tác động lớn và 160.000 kỷ yếu hội nghị.